# Lalbenque
Lalbenque är en kommun i departementet Lot i regionen Occitanien i södra Frankrike. Kommunen ligger i kantonen Lalbenque som tillhör arrondissementet Cahors. År 2022 hade Lalbenque 1 878 invånare.

## Befolkningsutveckling
Antalet invånare i kommunen Lalbenque
| Referens: INSEE |